# Józef Wysocki

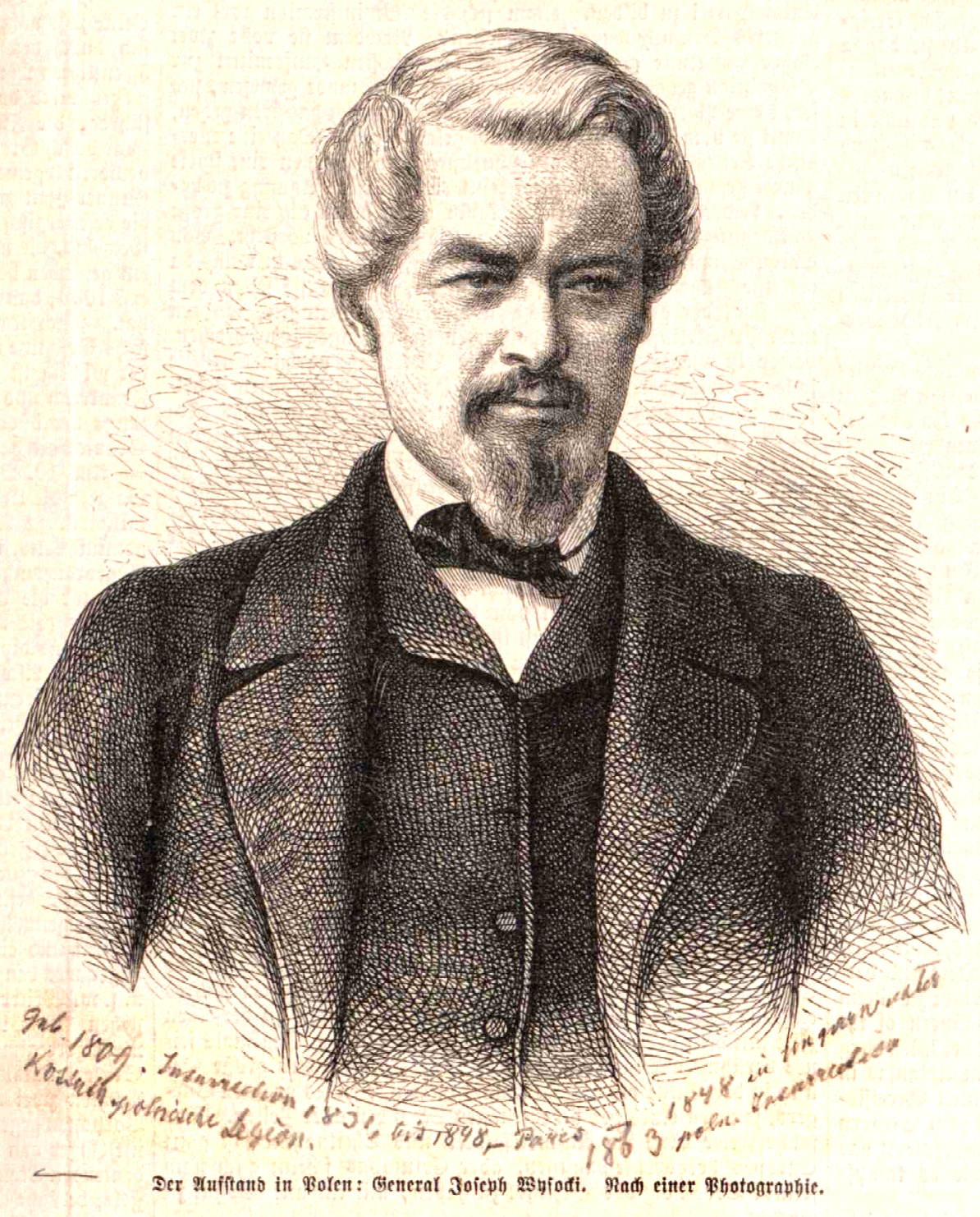
Józef Wysocki

Józef Wysocki (gyakori magyar nevén Wysocki József, esetleg Wysoczki József; Tulczyn, 1809. – Párizs, 1874. január 3.) lengyel katona, az 1848–49-es magyar szabadságharc honvédtábornoka. Az 1831. évi novemberi felkelésben tüzérhadnagyként szolgált Jan Skrzynecki tábornok hadtestében.

## A magyar szabadságharc alatt
A lengyel felkelés leverése után Párizsba emigrált. 1848-ban Krakkóban egy lengyel önkéntes csapatot szervezett és azzal november közepén Magyarországra jött. Őrnagyi rangban ennek az önkéntes zászlóaljnak volt a parancsnoka. Egységével részt vett Arad ostromában, helytállásáért 1849 januárjában alezredessé léptették elő. Január végétől zászlóalját Damjanich hadosztályához osztották be, így kora tavasszal felkerült a fő hadszíntérre. A március 5-ei szolnoki ütközetben tanúsított bátorságáért ezredessé léptették elő és hadosztályparancsnokká nevezték ki, egyúttal megkapta a Magyar Katonai Érdemrend III. osztályát. Részt vett a tavaszi hadjárat ütközeteiben. 1849 májusában megkapta a vezérőrnagyi rangot és ő lehetett az összevont lengyel légió főparancsnoka.
Május végén ő Dembinszky Henrik utóda a IX. hadtestből és a lengyel légióból álló észak-magyarországi hadsereg parancsnokságában. Az erőviszonyok itt rendkívül kedvezőtlenek voltak, így a mintegy tízszeres túlerejű cári intervenció elől kisebb utóvédütközetek után vissza kellett vonulnia a Duna-Tisza közébe. Ezután a Cegléden – Perczel Mór tábornok parancsnoksága alatt – alakuló közép-tiszai hadseregben ismét a lengyel légió parancsnoka lett. A hadsereg harc nélkül vonult vissza Szegedig, ahol Dembinszky Henrik alárendeltségébe lépett. A Temesvárig tartó visszavonulás során egysége több utóvédütközetet vívott. Az ő egységének köszönhető, hogy a szőregi csata után a honvéd főerőnek sikerült jelentősebb veszteségek nélkül elvonulnia. Részt vett az augusztus 9-ei temesvári csatában. A vereség után Orsova felé elhagyta az országot. Az ő csapata kísérte emigrációba a szabadságharc politikai és katonai vezetőit, köztük Kossuth Lajost is. A határon meleg hangú kiáltványban búcsúzott a magyar nemzettől.

## A szabadságharc után

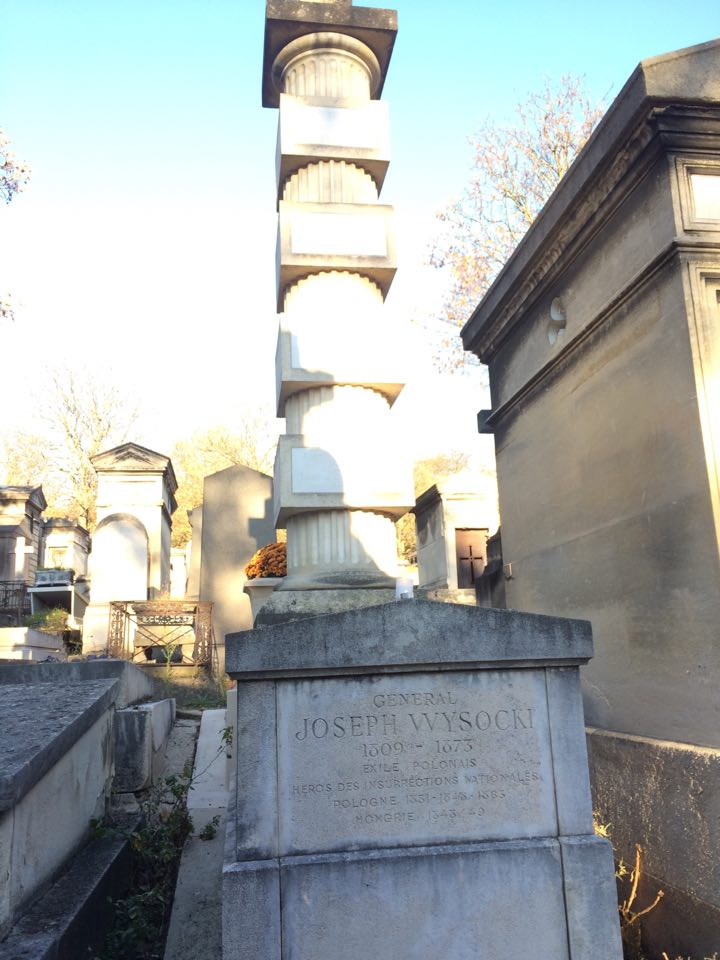
Józef Wysocki sírja

Törökország után Angliában, Franciaországban és Piemontban is megfordult, majd Párizsban telepedett le. Életét nagy nyomorban élve fejezte be. Haláláig a honvédegylet segélyezte.
Sírja a Père-Lachaise temetőben található.

## Emlékezete
2012-ben Budapest XV. kerületében, Rákospalotán utcát neveztek el róla.